# Bölömbika

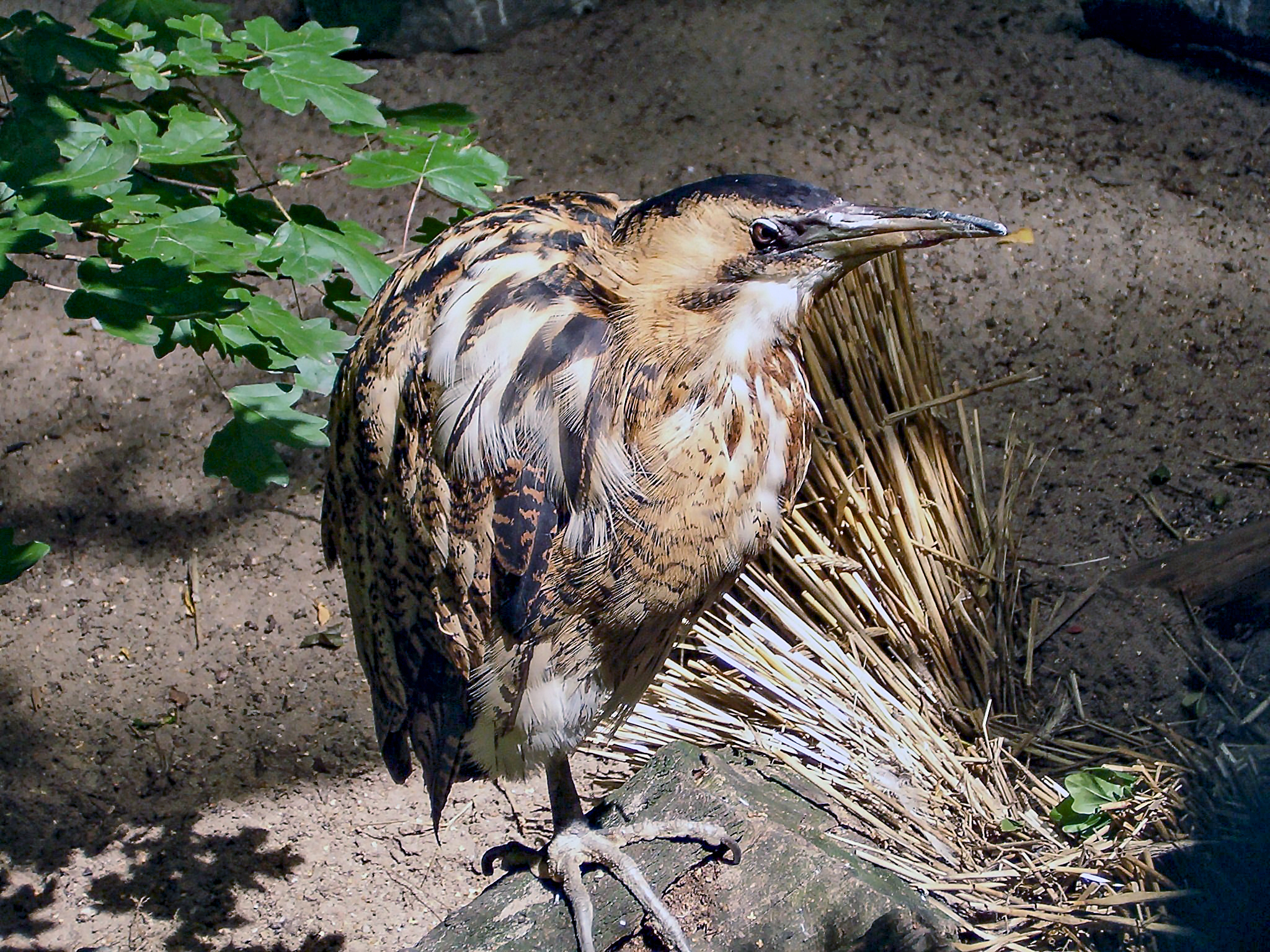
Egy állatkerti példány jellegzetes gubbasztó testtartásban (Poznań)

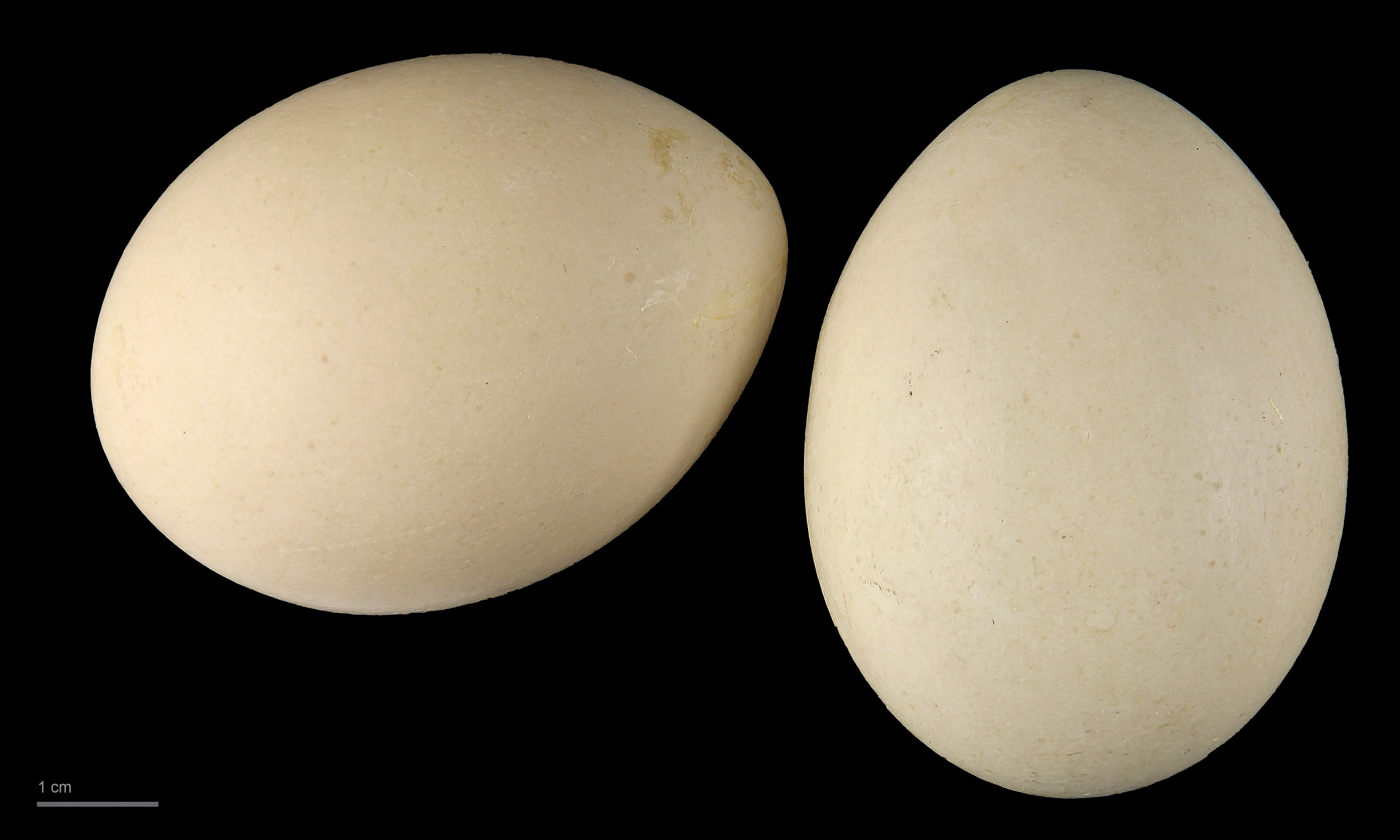
Botaurus stellaris

A bölömbika (Botaurus stellaris) a madarak (Aves) osztályának gólyaalakúak (Ciconiiformes) rendjébe, ezen belül a gémfélék (Ardeidae) családjába és a bölömbikaformák (Botaurinae) alcsaládjába tartozó gázlómadár. Régi magyar népi nevei: dobos gém, vízi bika, nádi bika, ökörbika, bikagém, muszkagém.
Két alfajra osztható a bölömbikák faja. Az Európa és Ázsia északi részén, valamint az afrikai kontinens északi partvidékén honos alfaj a (B. s. stellaris), míg a déli alfaj Afrika déli partvidékei mentén él, nádasokkal borított nyíltabb térségekben is felbukkan. A bölömbikák jelenléte különösen tavasszal feltűnő, amikor a hímek jellegzetes párzási hívójelei hallhatóak. A bölömbika halakkal, kisebb emlősökkel, fiókákkal, kétéltűekkel, rákokkal, valamint rovarokkal táplálkozik. 
Fészkét általában nádszálak közé építi, közel a vízfelszínhez. A tojó kotlik a fészekaljon és táplálja a fiókákat, amelyek körülbelül kéthetes korukban hagyják el a fészket. További hat hétig tart, mire teljes tollazatuk kifejlődik a kicsinyeknek, mialatt a tojó vigyáz rájuk.
Speciális élőhelyi igényei miatt és élőhelyének beszűkülése miatt e madárfaj globális egyedszámának csökkenése várható. Mivel a csökkenés üteme lassú, ezért a Természetvédelmi Világszövetség a nem fenyegetett fajok közé sorolja. Ennek ellenére a déli féltekén elterjedt alfajának néhány helyi populációját veszély fenyegeti és ezek jóval drámaibb csökkenésnek vannak kitéve. Az Egyesült Királyságban ez a leginkább veszélyeztetett madárfaj.

## Rendszertana
E madárfajt először Carl von Linné írta le 1758-ban kiadott Systema Naturae, azaz a Fajok rendszertana című művében Ardea stallaris binominális néven. 1819-ben az angol természettudós James Francis Stephens a fajt a Botaurus nembe sorolta be, hogy elkülönítse az Ardea nembeli fajoktól. A nem a bölömbikaformák alcsaládba tartozik, mely alapján közeli rokonai a (Botaurus lentiginosus), a (Botaurus pinnatus) és a (Botaurus poiciloptilus). A bölömbikának két elismert alfaja van: a B. s. stellaris, amely főleg Európában, Ázsiában és Afrika észeki partjai mentén elterjedt, valamint a fokföldi bölömbika B. s. capensis, mely csak az afrikai kontinens déli részein honos.
A Boturus nem nevét az angol James Francis Stephens adta, mely a latin butaurus azaz bölömbika jelentésű szóból ered. Caius Plinius Secundus alkotta  meg a fantáziadús Bos, azaz ökör és a taurus azaz bika jelentésű szavak felhasználásával, mivel a madár hívóhangja a bikára emlékeztet. Latin nevének utótagja a stellaris, azaz a csillagos jelentésű szóból ered, utalva  a madár gazdagon pettyezett tollazatára.

### Alfajai
- Eurázsiai bölömbika (Botaurus stellaris stellaris), ez az alfaj él az elterjedési terület java részén, Európában, Ázsiában és Afrika északi részén
- Fokföldi bölömbika (Botaurus stellaris capensis), a másik alfajtól földrajzilag jelentősen elkülönülten él Afrika déli részén

## Megjelenése
A bölömbika alapvetően világosbarna rejtőszínű, tollazata sötétebb barna és fekete csíkokkal mintázott. A feje teteje fekete, a szájzuga kékeszöld. Hossza mintegy 70-80 centiméter, szárnyfesztávolsága a 125-135 centimétert is eléri – a valóságban azonban jóval kisebbnek látszik, mivel rendszerint gubbasztó testtartásban látható. Tömegét tekintve a hím a nagyobb (1-2 kilogramm között), míg a tojó mintegy 0,5-1 kilogramm közötti testtömegű.

## Életmódja
A nagyobb termetű gázlómadarak közé tartozik, és a többi gémfélétől eltérően kizárólag költőhelyén, a sűrű vízinövényzet között
keresi táplálékát. Békákat, halakat, gőtéket, gyíkokat, madárfiókákat, ízeltlábúakat, ősszel és télen kis rágcsálókat is fogyaszt. Vonuló madár, általában március elején érkezik és október közepén távozik. Meleg vizű kifolyók, egyéb, be nem fagyó vizek mellett egyes példányai – gyakran kisebb csoportokban – áttelelnek. Vonulás előtt nem gyülekezik csapatokba. Telelőterülete a Földközi-tenger partvidéke, főként az észak-afrikai partok.
Színezete kiváló rejtőzködési lehetőséget biztosít számára a nádasokban. Ha veszélyt észlel, nyakát kinyújtja és csőrét felfelé tartja („cövekel”). Mivel hosszú ideig képes mozdulatlanul maradni, gyakorlatilag észrevehetetlen. Ha hirtelen meglepik, szárnyát kitárja, és nyitott csőrrel csapkod.
Költéskor hallatott hangja, melyről nevét is kapta, jellegzetes mély, búgó, kéttagú bömbölés, mint a távoli ködkürt. Néha kilométernyi távolságra is elhallatszik. Repüléskor a gémfélékre jellemző érdes, „kuah”/„kuou” kiáltásokat hallat.

## Szaporodása
A gémfélék többségével ellentétben nem alkot költőtelepeket, hanem magányos fészkelő. Ovális, nádból, sásból és gyékényből álló fészkét a sűrű növényzet közé építi, közvetlenül a vízszint fölé. Fészkelőhelyként elsősorban a nagyobb kiterjedésű nádasokat kedveli. Költését április közepén kezdi és június végén, július elején fejezi be. Tojásainak száma 4-6. Csak a tojó kotlik, a hím a fiókák etetésében sem vesz részt. A kotlási idő 25-26 nap. A kikelt fiókák eleinte kisebb vízirovarok lárváit és más lágy táplálékot kapnak, később viszont nagyobb állatokat is visz a tojó a számukra. Két-három hétig maradnak a fészekben, utána szétmásznak a környező növényzet közé. További öt-hat hét múlva válnak röpképessé.

## Kárpát-medencei előfordulása
Magyarországon a bölömbikák állománya stabil, 700-1000 költő pár közé tehető. Elsősorban a Tisza-tó, a Fertő, a Balaton, a Kis-Balaton és a Tisza, valamint a többi alföldi víz mentén fordul elő, Észak-Magyarországon és a Dunántúlon kisebb az állománysűrűség.

## Védettsége
Bár az állománya stabil, a bölömbika Magyarországon fokozott védettséget élvez, természetvédelmi értéke 100 000 forint. Európai léptékben azonban sebezhető a faj, SPEC értékelése 3-as (az európai állomány kedvezőtlen státusban van, de a teljes állomány zöme nem Európában fordul elő).